# آرتیوم تساروکیان
آرتیوم رافائلی تساروکیان (ارمنی: Արտյոմ Ռաֆայելի Ծառուկյան؛ زادهٔ ۲۸ مهٔ ۱۹۸۷) یک سیاستمدار اهل ارمنستان است که از تاریخ ۲۰۱۹ تا تاریخ ۲۰۲۱ سمت نمایندگی دوره هفتم مجلس ملی جمهوری ارمنستان را برعهده داشت.

## زندگی‌نامه
در ۲۸ مه ۱۹۸۷ در ایروان به دنیا آمد و از دانشگاه پلی‌تکنیک ارمنستان فارغ‌التحصیل شد. 